# 이보 라페나
이보 라페나(크로아티아어: Ivo Lapenna, 1909~1987)는 크로아티아의 법학자이다. 세계 에스페란토 협회의 회장을 맡았다.

## 생애
1909년 11월 5일 당시 오스트리아-헝가리 제국에 속했던 스플리트에서 태어났다. 1928년 에스페란토를 배웠다. 자그레브 대학교에서 1933년 법학박사 학위를 받고 졸업하였다. 1942년부터 제2차 세계 대전에 참전하였다. 1947년 자그레브 대학교의 교수가 되었고, 또  1947년 파리 조약에 참여하였다.
1949년 조국 유고슬라비아를 떠나, 한동안 국제 사법 재판소에 변호사로 참여하였다. 1951년에 런던으로 이사하였고, 1955년부터 런던 정치경제대학교 교수가 되었다. 1955년부터 1964년까지 라페나는 세계 에스페란토 협회 사무총장(에스페란토: Ĝenerala Sekretario)을 맡았다.
1964년부터는 런던 정치경제대학교 교수직과 유니버시티 칼리지 런던 동유럽학과(Slavonic & East European Studies) 교수직을 겸했다. 또한, 1964년부터 1974년까지 세계 에스페란토 협회 회장을 맡았다.
1987년 12월 15일 코펜하겐에서 사망하였다.

## 참고 문헌
- Tiel sonis...(3): Prezidantoj de UEA, Rotterdam 2004. (En tiu cxi disko aperas unu prelego de Lapenna, publikigita de UEA en 1964.)
- Perspektivo. Studgrupo pri internacia lingvo (red.): Universala Esperanto-Asocio en la periodo 1970-1980. Tekstoj de la konkurso de la Premio Miyoshi 2001, sen loko 2002.
- Marcus Sikosek (Ziko van Dijk): Die neutrale Sprache. Eine politische Geschichte des Esperanto-Weltbundes. Bydgoszcz: Skonpres, 2006. ISBN 978-83-89962-03-4.
- Ulrich Lins: Ivo Lapenna kaj la komunistoj. En: la sama: Utila Estas Aligxo. Tra la unua jarcento de UEA, UEA: Roterdamo 2008, p. 75-112.